# Ardent (1916)
Pour les articles homonymes, voir Ardent.
L'Ardent est une canonnière de lutte anti-sous-marine de la Marine nationale française, l’un des 23 navires de classe Ardent construits. Construit au chantier naval de l’Arsenal de Brest, il est lancé le 5 mars 1916 et commissionné la même année dans la Marine nationale française. Le navire a servi durant la Première Guerre mondiale et l’entre-deux-guerres. Il a été rayé de la liste de la flotte en 1936.

## Conception
Les canonnières de classe Ardent ont été commandées dans le cadre du programme d’expansion de la flotte française de 1916 et 1917,. En 1916, l’état-major de la marine française commanda 23 canonnières anti-sous-marines (ASM), de 266 tonnes, à machines à vapeur à triple expansion, qui furent nommés « classe Ardent ». Les navires étaient fondamentalement identiques aux canonnières de classe Friponne. Ils s’en distinguaient principalement par le type de propulsion : les canonnières de classe Friponne utilisaient des moteurs Diesel, mais les navires de classe Ardent étaient équipés de machines à vapeur, dans de nombreux cas récupérées sur de vieux torpilleurs mis hors service,. Ils différaient donc sensiblement les uns des autres en ce qui concerne la puissance et la vitesse. Ils avaient tous des étraves en forme d’arc, mais ils différaient par la forme des superstructures et leur équipement.
L'Ardent était conçu pour la lutte anti-sous-marine,. Sa coque avait une longueur hors tout de 60,2 mètres, une largeur de 7,2 mètres et un tirant d'eau de 2,9 mètres,,. Son déplacement était de 266 tonnes à charge normale (ou 310 tonnes selon d’autres sources,) et de 400 tonnes à pleine charge,.
Le navire était propulsé par une machine à vapeur verticale à triple expansion d’une puissance de 1500 à 2200 ch,, entraînant une seule hélice. La vapeur était fournie par deux chaudières à charbon système du Temple ou Normand,. La vitesse maximale du navire était comprise entre 14 et 17 nœuds,,. Le navire transportait 85 tonnes de combustible, ce qui lui permettait d’atteindre une autonomie de 2000 milles marins à une vitesse de 10 nœuds,.
L’armement de la canonnière se composait de deux canons de 145 mm modèle 1910 et de deux rampes pour larguer des grenades anti-sous-marines,,.
L’équipage du navire était composé de 55 officiers, officiers mariniers et matelots,,.

## Historique
L'Ardent a été construit au chantier naval de l’Arsenal de Brest,. Il a été mis en chantier en 1916 et lancé le 5 mars 1916,.

### Première Guerre mondiale
L'Ardent est mis en service dans la Marine nationale en 1916,,. Le 26 mars 1916, il est affecté à l’escadrille des contre-torpilleurs des patrouilles de l’Océan,. Son commandant est alors le lieutenant de vaisseau (et futur amiral en 1940) Jean-Marie Charles Abrial,. La canonnière sert dans le golfe de Gascogne,. Le 30 avril 1916, l'Ardent est affecté au groupement de canonnières contre sous-marins, sous le commandement du LV Thevenard. Si l'Ardent ne coule aucun sous-marin, il participe au sauvetage de beaucoup de leurs victimes.
Le 2 décembre 1916, alors qu’il patrouille dans son secteur de surveillance, l'Ardent recueille 24 membres de l’équipage du cargo espagnol Uribitarte (1756 tonnes), puis sept membres de l’équipage du brick-goélette français Robinson (250 tonneaux), tous deux coulés par le sous-marin allemand UC-21 (commandant : Oberleutnant zur See Reinhold Saltzwedel). L'Ardent aperçoit un sous-marin à 13 milles marins au sud-ouest du phare du Créac'h
à Ouessant et lui tire un coup de canon avant qu’il ait le temps d’attaquer le vapeur danois Yrsa. Le sous-marin plonge aussitôt. L'Ardent va mouiller dans la baie de Bertheaume et remet les 31 naufragés à un autre bateau avant de reprendre sa patrouille.
Le 20 décembre 1916, l'Ardent recueille l’équipage du chalutier Otarie, qui vient d’être coulé à coups de canon par le sous-marin allemand UC-17 (commandant : Kapitänleutnant Ralph Wenninger) au sud-ouest du phare de la Coubre, à la position 45° 25′ N, 1° 40′ O. L'Ardent aperçoit le sous-marin, mais ses recherches pour le retrouver ne donnant rien, l'Ardent revient mouiller au Verdon-sur-Mer et remet à l'Isère les naufragés de l'Otarie.
Le 28 mars 1917, l'Ardent recueille le cadet Douglas Valder Duff, un des deux seuls rescapés du cargo britannique Thracia (2891 tonneaux de jauge brute), torpillé la veille par le sous-marin allemand UC-69 (commandant : Kapitänleutnant Erwin Waßner) entre Belle-Île-en-Mer et Groix près du plateau des Birvideaux, à la position 47° 30′ N, 3° 17′ O. L'Ardent repêche aussi le corps du commandant en second du Thracia, William B. Chadwick.
L'Ardent effectue des patrouilles entre Bréhat et la pointe Saint-Gildas à partir du 17 avril 1917. Le navire est affecté le 1er décembre 1917 à la 1ère Escadrille de patrouille à Lorient, et le 1er septembre 1918 à la 1ère escadre d’escorte, (Loire).
Quatre marins de l'Ardent trouvent la mort durant la guerre :
- Le 30 juin 1916, le second maître mécanicien Jean Marie Le Moal, né le 23 octobre 1873 à Pestivien (Côtes-du-Nord), décède à l’hôpital maritime de Brest (Finistère) de maladie contractée en service (méningite).
- Le 6 février 1917, le matelot de 2e classe gabier breveté Victor Pierre Mondet, né le 21 juillet 1898 à Buenos Aires (Argentine), décède à l’hôpital maritime de Brest de maladie contractée en service (fièvre typhoïde).
- Le 4 octobre 1917, le quartier-maître timonier Yves François Marie Pommeret, né le 4 octobre 1887 à Guingamp (Côtes-du-Nord), décède à l’hôpital maritime de Brest des suites d’une noyade accidentelle.
- Le 11 novembre 1917, le second maître fourrier Pierre Marie Le Garff, né le 13 mars 1888 à Quéven (Morbihan), décède accidentellement à Lorient (Morbihan) d'une chute du haut d’une passerelle dans le bassin de radoub, alors qu’il s’occupait du ravitaillement en vivres du navire[12].

### Entre-deux-guerres
Tous les navires de classe Ardent ont survécu à la guerre. La majorité sont convertis dans les années 1920 en dragueurs de mines, avec l’ajout d’un équipement mécanique de dragage. Le navire a été ainsi converti entre 1918 et 1920,. Il remplit cette fonction dans l’entre-deux-guerres jusqu’à la fin de son service, qui eut lieu en 1936,.
En avril 1921, l'Ardent est affecté à l’escadre de dragage, (commandant : capitaine de corvette Bonel). En mars 1927 il est affecté à l’escadre de dragage de Cherbourg,. En décembre 1930 il est désarmé à Landévennec, près de Brest. En novembre 1932, il est désigné comme « aviso de station » de la Manche et de la mer du Nord. En 1933, il est réarmé quelques mois comme garde-pêche. Désarmé définitivement le 22 octobre 1935,, il est rayé des listes le même jour et condamné le 4 décembre 1935, puis vendu.

## Commandants
- Lieutenant de vaisseau Jean Marie Charles Abrial : d'avril 1916 à août 1917[12],[16]